# ユニバーサル・スタジオ・ジャパン2020
『ユニバーサル・スタジオ・ジャパンでTKO』（ユニバーサルスタジオジャパンでティーケーオー）は、J:COMチャンネルで放送されたバラエティ番組、情報番組である。

## ユニバーサル・スタジオ・ジャパンでTKO
2009年7月から2010年6月に放送された。
レギュラー出演者
TKO
- 木本武宏（MC）
- 木下隆行

- 安部絵美菜

## ユニバーサル・スタジオ・ジャパンでもっとTKO
2010年7月から2012年3月に放送された。
レギュラー出演者
TKO
- 木本武宏（MC）
- 木下隆行

放送日時
- 火・水・木・日曜：17:15 -
- 金曜：13:00 - 、他

## ユニバーサル・スタジオ・ジャパンでまだまだTKO
2012年4月から2013年3月に放送された。
レギュラー出演者
TKO
- 木本武宏（MC）
- 木下隆行

- 鈴木マリナ

## ユニバーサル・スタジオ・ジャパン（TM）でTKO
前番組「ユニバーサル・スタジオ・ジャパンでまだまだTKO」からリニューアル。初期の番組タイトルへ戻され、ロゴもシンプルなものに変更された。2013年4月から放送を開始。2018年12月にて放送を一旦終了し、番組放送開始10周年を迎える2019年4月より放送を再開した。同時に放送時間が23分から13分へと短縮され、オープニング映像がカットされた。同年12月を以て10年継続された「TKO」を冠としての番組名は終了となった。
レギュラー出演者
TKO
- 木本武宏（MC）
- 木下隆行（途中放送分より休演状態となり、2020年に番組名が改題された事から事実上の降板となった。）

アシスタント
- こしきさやか（2013年4月 - 2014年6月）
- きのせひかる（2014年7月 - 2016年9月）
- 神谷ゆう子（2016年10月）
- 相沢美紗樹（2016年11月）
- 朋未（2016年12月、2017年3月）
- 三上夏輝（2017年2月）

## ユニバーサル・スタジオ・ジャパン（TM）2020
2020年1月より番組名を改題し、放送開始。同年12月放送終了。
レギュラー出演者
木本武宏（TKO）

## ネット局
- J:COMチャンネル
- ベイ・コミュニケーションズ
- 豊橋ケーブルネットワーク
- ケーブルテレビ富山